# Lino Brocka
Catalino Ortiz Brocka, beter bekend als Lino Brocka (Pilar, 3 april 1939 - Quezon City, 22 mei 1991) was een Filipijns filmregisseur en scenarioschrijver. Brocka won met zijn werk vele onderscheidingen en staat bekend als een van de beste regisseurs die het land heeft voortgebracht. Brocka won in 1985 een Ramon Magsaysay Award, de Aziatische variant van de Nobelprijs. Hij werd in 1997 postuum benoemd tot nationaal kunstenaar van de Filipijnen.

## Biografie
Lino Brocka werd geboren op 3 april 1939 in een eiland in Pilar in de Filipijnse provincie Sorsogon. Zijn vader Regino Brocka was een timmerman, botenbouwer en koopman. Hij was getrouwd met een lerares en woonde met haar en hun familie in Pilar tot hij tijdens een reis in Nueva Ecija Pilar Ortiz ontmoette. Zij was op het moment van hun ontmoeting 15 jaar oud. Brocka nam haar mee terug naar Pilar en besloot zijn vrouw te verlaten. Het stel woonde enkele jaren op een eiland voor de kust waar op 3 april 1949 hun eerste kind Lino werd geboren. Daarop diende Brocka's vrouw een aanklacht in wegen bigamie. Hij moest daarop twee jaar gevangenisstraf uitzitten in Muntinlupa Prison. Pilar woonde in die tijd in een kamer vlak bij de gevangenis, waar ook Lino's broer Danilo werd geboren. Na de vrijlating van vader Brocka verhuisde het gezin terug naar Pilar.
Op 21 mei 1991 reed Brocka met acteur William Lorenzo van de Spindle Music Lounge terug naar zijn huis in Quezon City toen Williams op East Avenue moest uitwijken voor een tricycle. Hun auto ramde een betonnen elektriciteitspaal, waarbij beide inzittenden zwaar gewond raakten. Brocka werd bij aankomst in East Medical Center, vroeg in de ochtend van 22 mei, dood verklaard. Lorenzo was enige tijd in kritieke toestand, maar overleefde uiteindelijk.
In 1997 werd Lino Brocko postuum tot nationaal kunstenaar van de Filipijnen benoemd.

## Filmografie
- 1970 Wanted: Perfect Mother
- 1970 Santiago!
- 1970 Tubog sa ginto (Dipped in Gold)
- 1971 Lumuha pati mga anghel (Even the Angels Cried)
- 1971 Cadena de amor
- 1971 Stardoom
- 1972 Villa Miranda
- 1974 Tinimbang ka ngunit kulang (You Have Been Weighed and Found Wanting)
- 1974 Tatlo, dalawa, isa (One, Three, Two)
- 1975 Maynila: Sa mga kuko ng liwanag (Manila in the Claws of Neon)
- 1976 Lunes, Martes, Miyerkules, Huwebes, Biyernes, Sabado, Linggo (Monday, Tuesday, Wednesday, Thursday, Friday, Saturday, Sunday)
- 1976 Insiang
- 1977 Tahan na Empoy, tahan (Stop Crying Little Boy)
- 1977 Inay
- 1978 Mananayaw (The Dancer)
- 1978 Ang tatay kong nanay
- 1978 Gumising ka... Maruja (Wake Up, Maruja)
- 1978 Hayop sa hayop
- 1978 Rubia Servios
- 1979 Init
- 1979 Ina, kapatid, anak (Mother, Sister, Daughter)
- 1979 Jaguar
- 1979 Ina ka ng anak mo
- 1980 Nakaw na pag-ibig
- 1980 Angela Markado
- 1980 Bona
- 1981 Burgis
- 1981 Kontrobersya
- 1981 Hello, Young Lovers
- 1981 Dalaga si misis, binata si mister
- 1981 Caught in the Act
- 1982 PX
- 1982 In This Corner
- 1982 Palipat-lipat, papalit-palit
- 1982 Mother Dear
- 1982 Cain at Abel (Cain and Abel)

- Bibliothèque nationale de France: cb167245913 (data)
- Gemeinsame Normdatei: 139418547
- International Standard Name Identifier: 0000 0000 7148 6117
- Library of Congress Control Number: n89177931
- Système universitaire de documentation: 202377067
- Virtual International Authority File: 65600837
- WorldCat: E39PBJdCrBMYWjDbF3xvqc9qwC